# Cryptocephalus schaefferi
Cryptocephalus schaefferi је врста тврдокрилца из породице буба листара (Chrysomelidae).

## Распрострањење
Живи у целој Европи, изузев Португала и севера континента. Налажен је у свим деловима Србије, али су налази малобројни.

## Опис
Инсект је дуг 5–6,5 mm. Оба пола су тамна, готово црна, са металним сјајем. Женке су здепастије од мужјака и имају црвене пеге на врху покрилаца.

## Биологија
Одрасли инсекти се налазе ретко, али у дугом периоду - од априла до септембра. Биљке хранитељке су јаребика, леска, врба и неке друге.